# Jackson Stewart
Jackson Stewart (Los Gatos, 30 de juny de 1990) fou un ciclista estatunidenc, professional des del 2002 fins al 2010. Un cop retirat va passar a ser director esportiu de l'equip BMC Racing Team, l'última formació on havia militat.

## Palmarès en carretera
- 2003
  - Vencedor d'una etapa de l'International Cycling Classic
- 2004
  - Vencedor d'una etapa a la entral Valley Classic
- 2006
  - 1r a la Wachovia Cycling Series-Lancaster
  - Vencedor d'una etapa de l'International Cycling Classic
- 2009
  - 1r a la San Jose Cycling Classic
  - Vencedor d'una etapa de la Redlands Bicycle Classic

## Palmarès en pista
- 2003
  -  Campió dels Estats Units en Madison (amb Erik Saunders)